# Mouazé
Mouazé is een gemeente in het Franse departement Ille-et-Vilaine (regio Bretagne). De plaats maakt deel uit van het arrondissement Rennes. Mouazé telde op 1 januari 2022 1.728 inwoners.

## Geografie
De oppervlakte van Mouazé bedroeg op 1 januari 2022 8,39 vierkante kilometer; de bevolkingsdichtheid was toen 206 inwoners per km².

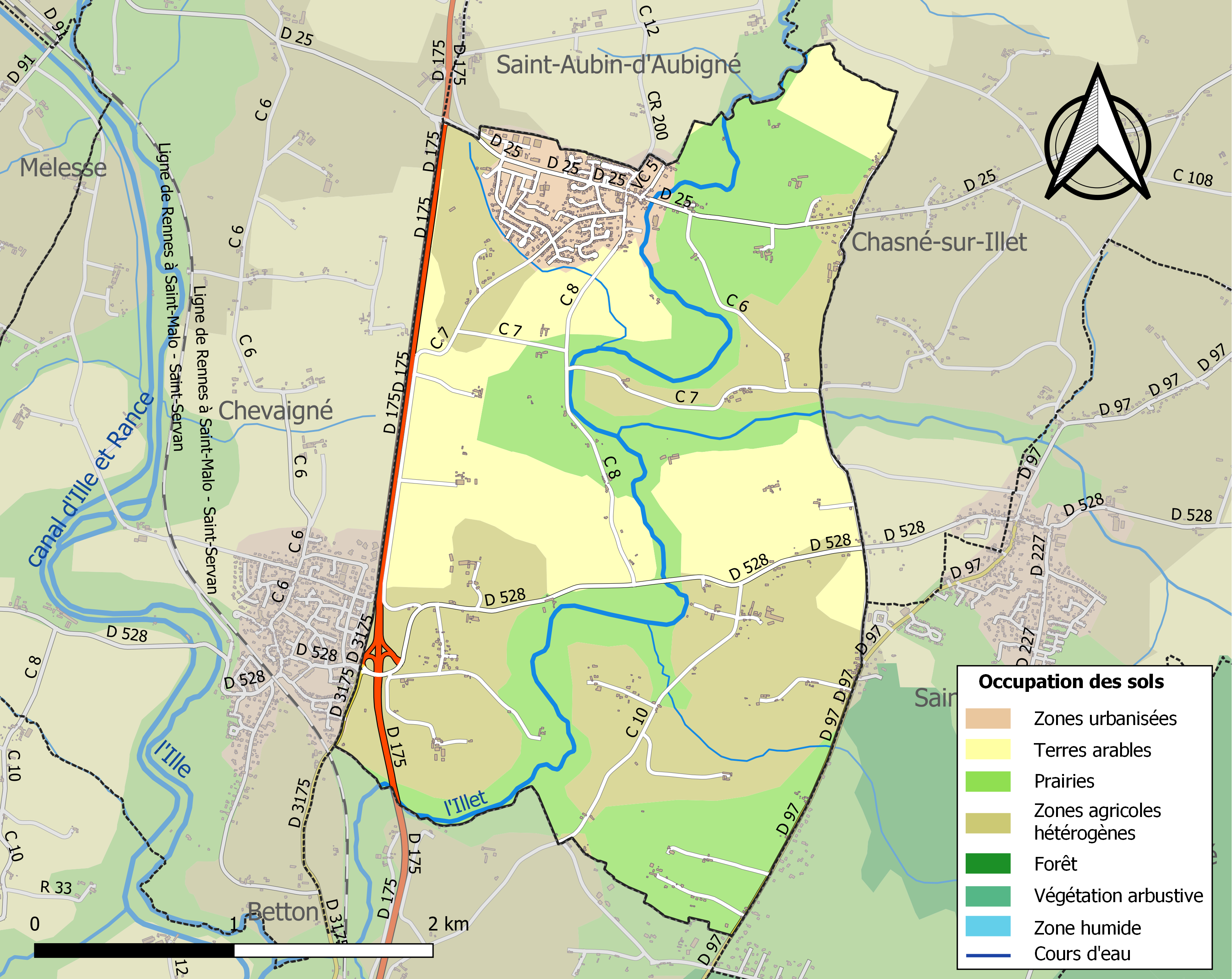
Kaart van de gemeente met belangrijkste infrastructuur, bodemgebruik en omliggende gemeenten

## Demografie
Onderstaande figuur toont het verloop van het inwonertal, bron: INSEE-tellingen. 